# Dino Formaggio
Dino Formaggio (Milán, 28 de julio de 1914 - Illasi, 6 de diciembre de 2008) fue un filósofo italiano.

## Biografía
Con doce años empezó a trabajar en una fábrica, tarea que compaginaba con los estudios. En 1933 obtuvo el diploma de maestro elemental, dando clases en el instituto de Motta Visconti, y estudiando filosofía en la Università Statale de Milán, doctorándose en 1938 con una tesis titulada Fenomenologia dell'arte, rapporto tra arte e tecnica nelle estetiche europee contemporanee. 
Durante la Segunda Guerra Mundial participó en la Resistencia, pasando después a la Universidad de Milán como asistente a la cátedra de Estética. Colaboró con la revista Studi filosofici y publicó algunos ensayos, como Fenomenologia della tecnica artistica, por la que se adjudicó la cátedra de Estética de Pavía. En 1963 ganó la plaza de profesor ordinario de Estética en la Universidad de Padua. En 1996 le fue concedido el premio Lion d'Or International 1996 en Nîmes.

## Obras
- Fenomenologia nella tecnica artistica (1953)
- L'idea di artisticità (1961)
- Il Barocco in Italia (1961)
- La morte dell'arte e dell'estetica (1983)
- Van Gogh in cammino (1986)
- I giorni dell'arte (1991)
- Problemi di estetica (1991)
- Separatezza e dominio (1994)
- Filosofi dell'arte del Novecento (1996)

## Ediciones en español
- Arte, Barcelona, Labor, 1976.
- Botticelli, Barcelona, Teide, 1960.

- Datos: Q3391858